# Søren Kragh-Jacobsen
Søren Kragh-Jacobsen (født 2. marts 1947 i København) er en dansk musiker, filminstruktør og reklamefilminstruktør.
Søren Kragh-Jacobsen er først og fremmest kendt for sin karriere som filminstruktør, hvor han bl.a. har "opdaget" en lang række danske stjerner som bl.a. Nikolaj Lie Kaas, Iben Hjejle og Tomas Villum Jensen.
Sit internationale gennembrud opnåede han med Dogme95-filmen Mifunes sidste sang i 1999. Filmen vandt sølvbjørnen ved Berlinalen i Berlin samme år samt en række andre internationale priser. Blandt andre nævneværdige priser har han bl.a. vundet tre Bodil'er og en Emmy.
Som musiker blev han for alvor kendt, da han sammen med Leif Lindskov fik et hit med sangen "Kender du det?" (bedre kendt som "Mona, Mona, Mona..."), fra LP'en Hinkeruder På Motorvejen fra 1975.
Opfølgeren Tur- Retur – også med Lindskov – kom i 1978. 
I år 2001 udgav Søren Kragh-Jacobsen cd'en Isalena (Columbia Records), efter massiv opfordring fra radiolyttere på DR's P3[kilde mangler]. 
Udover musik i eget navn har Søren Kragh-Jacobsen skrevet tekster og musik til børneudsendelser og tegnefilm som Omsen og Momsen (spillet og sunget af Jess Ingerslev og Tom McEwan) og Fuglekrigen.
I marts 2023 kom albummet Tranedans (Egenproduceret) inspireret af hans egen film Lille sommerfugl. Sangene handler om livet (et langt et), kærligheden, sprogets udvikling og som han selv siger: Og der er vel også lidt sjov, men ingen rigtig løftede pegefingre.

## Privat
Han er gift med Cæcilie Nordgreen og far til Andreas og Gustav Kragh-Jacobsen.

## Filmografi

### Spillefilm
- Vil du se min smukke navle? – 1978
- Gummi Tarzan (film) – 1981
- Isfugle – 1983
- Skyggen af Emma – 1988
- Guldregn – 1988 (også instrueret tv-serien af samme navn (1986))
- Drengene fra Sankt Petri – 1991
- Øen i Fuglegaden – 1997 (eng. titel: The Island on Bird Street)
- Mifunes sidste sang – 1999
- Skagerrak – 2003
- Det som ingen ved – 2008
- I lossens time – 2013
- Lille sommerfugl – 2020

Han har herudover skrevet manuskriptet til:
- Min farmors hus – 1984

### Tv-spil og -serier
- Livet er en god grund fra 1985.
- Den korsikanske biskop – svensk tv
- Ørnen – 2005
- Livvagterne – 2008
- Borgen – 2010  (første sæsons to første afsnit)

Han har herudover skrevet manuskriptet til:
- Omsen og Momsen – 1987

## Priser
Søren Kragh-Jacobsen har vundet priser ved en række anerkendte internationale festivaler, blandt de vigtigste kan nævnes: sølvbjørnen ved Berlinalen i 1999 for Mifunes sidste sang, en Emmy Award for The Island on Bird Street og tre gange har han vundet en Bodil.

## Musik

### Discografi
- Hinkeruder På Motorvejen – Søren Kragh-Jacobsen & Leif Lindskov – 1976
- Tur-Retur  – 1977
- Vil Du Se Min Smukke Navle – Søren Kragh-Jacobsen & Leif Lindskov – 1978
- Isalina – 2001
- Tranedans – 2023